# Przylepniczka łuseczkowata

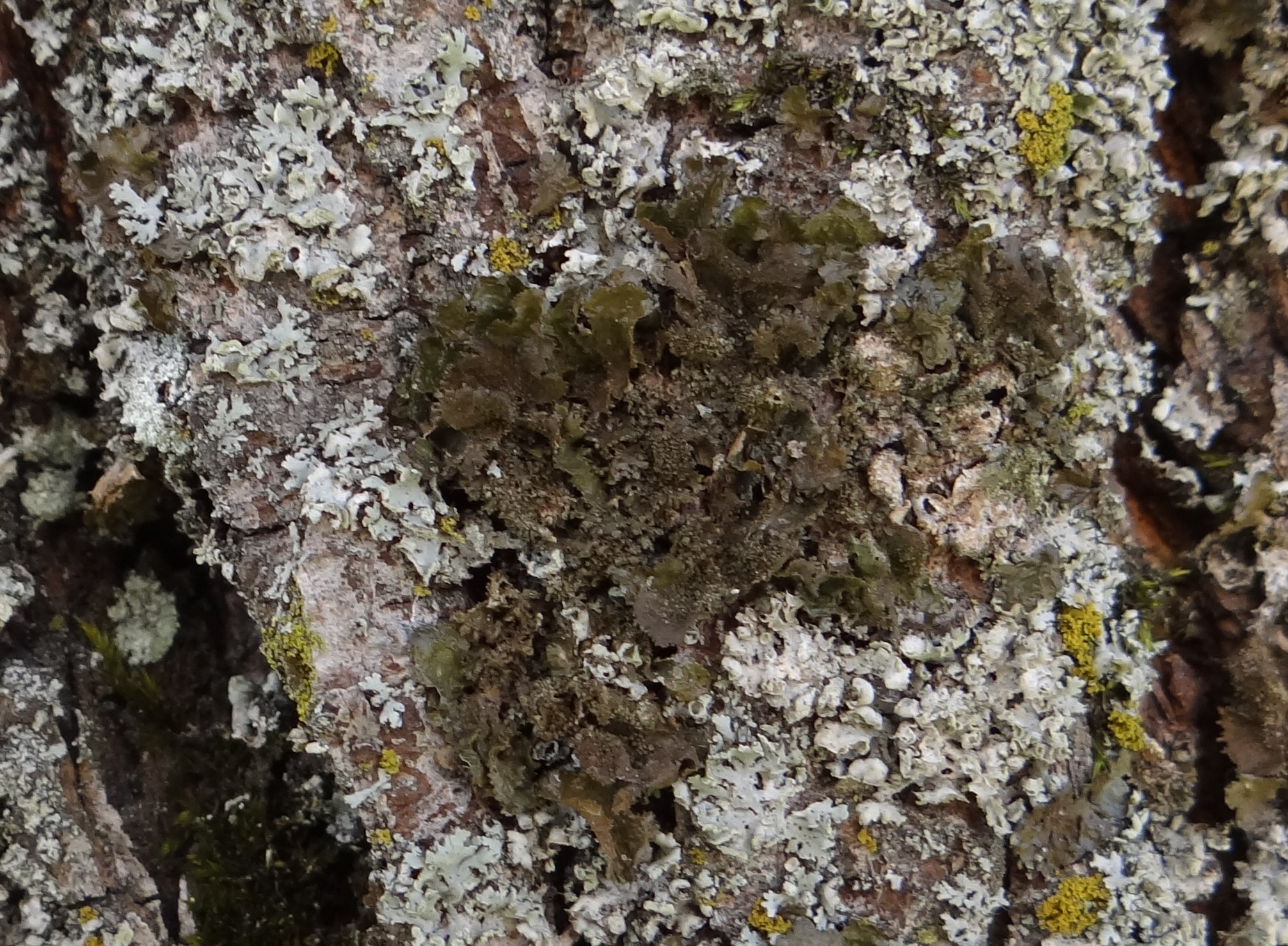
Przylepka łuseczkowata (oliwkowozielona) i obrost zmienny (szary)

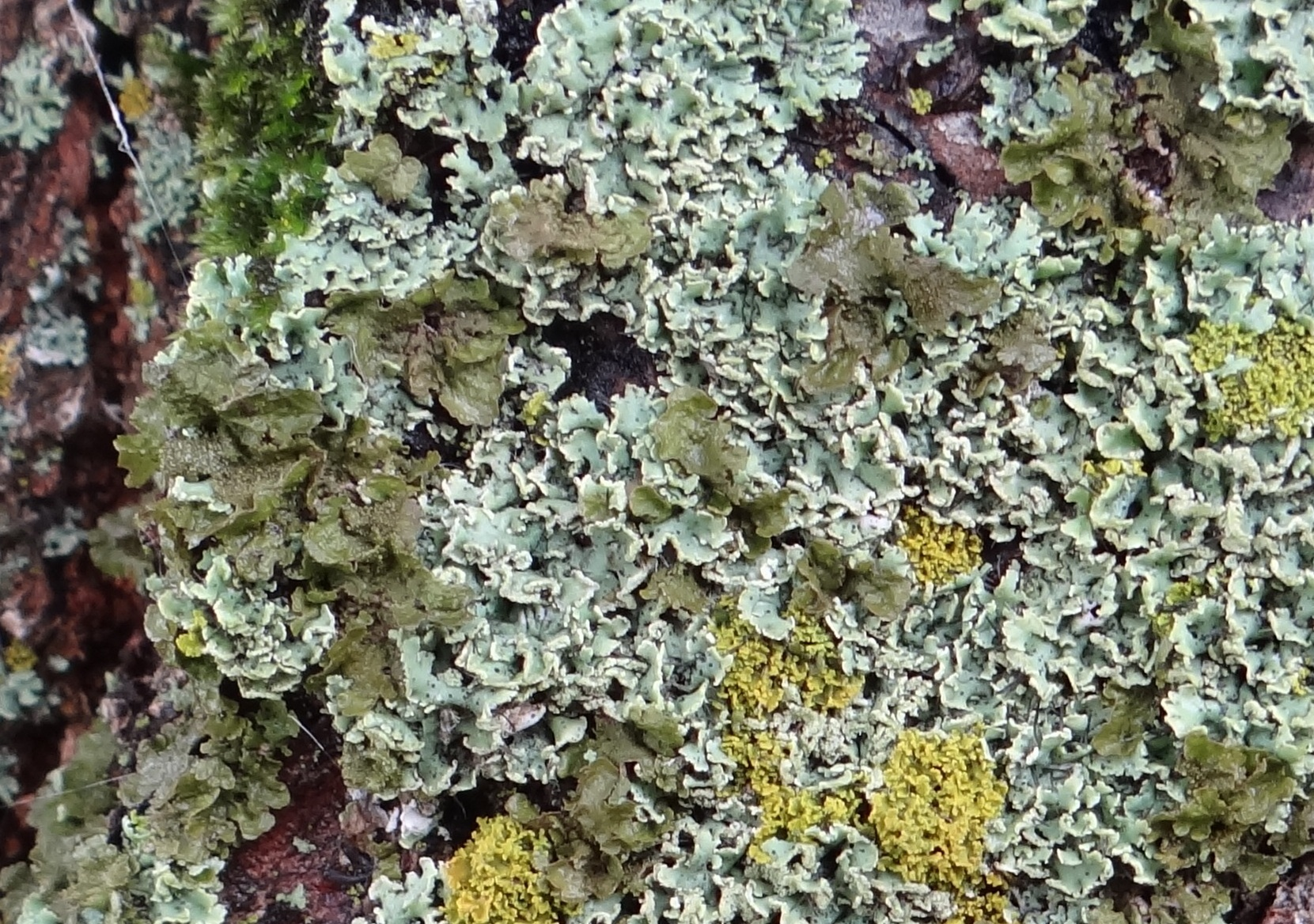
Przylepka łuseczkowata (oliwkowozielona), obrost zmienny (szary) i złotorost postrzępiony (żółty)

Przylepniczka łuseczkowata (Melanohalea exasperatula (Nyl.) O. Blanco, A. Crespo, Divakar, Essl., D. Hawksw. & Lumbsch) – gatunek grzybów z rodziny tarczownicowatych (Parmeliaceae). Ze względu na symbiozę z glonami zaliczany jest do porostów.

## Systematyka i nazewnictwo
Pozycja w klasyfikacji według Index Fungorum:  Melanohalea, Parmeliaceae, Lecanorales, Lecanoromycetidae, Lecanoromycetes, Pezizomycotina, Ascomycota, Fungi.
Po raz pierwszy takson ten zdiagnozował w 1873 r. William Nylander nadając mu nazwę Parmelia exasperatula. Obecną, uznaną przez Index Fungorum nazwę nadali mu w 2004 r. O. Blanco, A. Crespo, Divakar, Essl., D. Hawksw. i Lumbsch, przenosząc go do rodzaju Melanohalea.
Synonimy nazwy naukowej:
- Imbricaria exasperatula (Nyl.) Arnold 1874
- Melanelia exasperatula (Nyl.) Essl. 1978
- Parmelia exasperatula Nyl. 1873

Nazwa polska na podstawie listy grzybów chronionych w Polsce. W opracowaniu W. Fałtynowicza gatunek ten ma nazwy przylepka łuseczkowata i tarczownica łuseczkowata. Obydwie te nazwy są niespójne z nazwą naukową, gdyż obecnie gatunek ten nie jest zaliczany ani do rodzaju Melanelia (przylepka), ani Parmelia (tarczownica), lecz do rodzaju Melanohalea.

## Morfologia
Tworzy listkowatą plechę z glonami protokokkoidalnymi. Plecha jest najczęściej nieregularna, rzadziej rozetkowata, osiąga szerokość 2–4 cm i dość luźno przylega do podłoża. Górna powierzchnia jest oliwkowozielona lub oliwkowobrunatna, lśniąca, gładka lub pomarszczona. Wcinane lub karbowane odcinki plechy mają długość do 1 cm, szerokość 2–5 mm i końce lekko podwinięte. Dolna powierzchnia w części środkowej jest ciemnobrunatna, ku obwodowi jaśnieje i ma barwę szaro lub oliwkowobrunatną. Chwytniki są jasne i dość rzadkie. Reakcje barwne: wszystkie ujemne.
Izydia są dość liczne, występują w rozproszeniu lub tworzą skupiska. Mogą być spłaszczone, łopatkowate, cylindryczne, maczużkowate, łuseczkowate lub brodawkowate. Lekanorowe apotecja o średnicy do 2 mm spotykane są bardzo rzadko. Mają gładki lub karbowany brzeżek i brunatne tarczki. W jednym worku powstaje po 8 bezbarwnych, jednokomórkowych askospor o rozmiarach 8–10 × 6–7 μm. Pyknidia są zagłębione w plesze i mają taki sam kolor, lub są nieco ciemniejsze od plechy. Pyknidia nie występują.

## Występowanie i siedlisko
Występuje tylko na półkuli północnej; w Ameryce Północnej, Europie (łącznie z Islandią), na Kaukazie i na dalekim wschodzie Azji (Jakucja). W Polsce występuje na całym obszarze kraju. Był gatunkiem ściśle chronionym, od 9 października 2014 r. został wykreślony z listy gatunków porostów chronionych.
Rośnie na korze drzew, głównie liściastych, rzadziej iglastych i na drewnie. Preferuje drzewa rosnące w dobrych warunkach oświetleniowych; samotne lub na skraju lasu